# 崑玉 (人物)
崑玉（？年—？年），号寶田，马佳氏，荊州駐防滿洲正藍旗人，道光己亥翻译举人，丁未繙譯進士。

## 生平[1]
- 道光二十七年丁未科（1847年），中式繙譯進士，以六部主事用[2]。
- 石阡府知府[3]。